# Mus crociduroides
Mus crociduroides é uma espécie de roedor da família Muridae.
É endêmica da Indonésia, onde pode ser encontrada apenas no oeste da ilha de Sumatra.